# Noggerup
Noggerup är en ort i Australien. Den ligger i kommunen Donnybrook-Balingup och delstaten Western Australia, omkring 180 kilometer söder om delstatshuvudstaden Perth. Orten hade 99 invånare år 2021.